# Васьково (Промишленнівський округ)
Васько́во (рос. Васьково) — присілок у складі Промишленнівського округу Кемеровської області, Росія.

## Населення
Населення — 1152 особи (2010; 1113 у 2002).
Національний склад (станом на 2002 рік):
- росіяни — 92 %